# Avia BH-33
O Avia BH-33 foi um caça biplano construído na Tchecoslováquia em 1927. Ele foi baseado no BH-21J que demonstrou resultados promissores ao combinar a fuselagem BH-21 original com um motor radial Bristol Jupiter fabricado sob licença. Além da característica peculiar do Avia de ter uma asa superior com envergadura mais curta que a inferior, era totalmente convencional, até apresentando uma barbatana de cauda pela primeira vez em um desenho de Pavel Beneš e Miroslav Hajn (a aeronave anterior tinha um leme, mas sem barbatana)

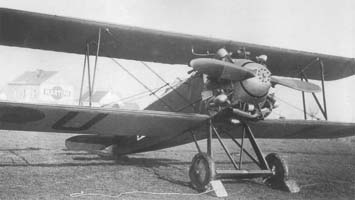
O caça Avia BH-33 em 1929.

## Conteúdo
- 1Design e desenvolvimento
- 2Histórico operacional
- 3Variantes
- 4Operadores
- 5Especificações (BH-33L)
- 6Veja também
- 7Referências
  - 7,1Bibliografia
- 8Leitura adicional
- 9links externos

## Design e desenvolvimento
Os testes iniciais do primeiro protótipo foram decepcionantes, exibindo desempenho apenas marginalmente melhor do que o BH-21, mesmo quando equipado com uma versão mais poderosa do Júpiter. Dois outros protótipos se seguiram, ambos designados BH-33-1, cada um com uma variante de Júpiter cada vez mais poderosa - um Júpiter VI, o outro Júpiter VII. O desempenho do último exemplo foi finalmente aceitável para o ministério da defesa da Checoslováquia, para solicitar uma pequena tiragem de produção de apenas cinco aeronaves.
Três exemplares foram vendidos para a Bélgica, onde havia planos para construir o tipo sob licença, mas isso não ocorreu. A produção de licenças foi realizada, no entanto, na Polônia, onde um único exemplar foi vendido, juntamente com uma licença para construir 50 aeronaves. Estes foram designados PWS-A e colocados em serviço na Força Aérea Polonesa em 1930. 
O desenvolvimento continuou com um redesenho quase total da fuselagem, substituindo a estrutura de madeira, de laje, por uma de seção transversal oval, construída com tubos de aço soldados. Designado BH-33E, este foi um lutador de classe mundial para a época. No entanto, a resposta dos militares tchecoslovacos foi morna (embora dois tenham sido comprados para a equipe nacional de acrobacias), e a Avia novamente procurou clientes no exterior, desta vez vendendo 20 aeronaves para o Reino da Iugoslávia, juntamente com uma licença para produzir outros 24. Dois ou três exemplares também foram comprados pela União Soviética para avaliação. 
No final de 1929, um novo desenvolvimento foi lançado como o BH-33L, com asas de envergadura mais longa e um motor de bloco W Škoda L. Essa versão finalmente trouxe à empresa as vendas domésticas que ela esperava, com 80 aeronaves encomendadas pela Força Aérea da Tchecoslováquia. Estes se tornaram equipamentos padrão com alguns regimentos aéreos até a eclosão da Segunda Guerra Mundial. 
Uma única variante final com um motor Pratt & Whitney Hornet construído pela BMW foi construída como o BH-33H (mais tarde redesignação BH-133) em 1930, mas isso não levou à produção.

## Histórico operacional
Os BH-33 da Tchecoslováquia nunca entraram em combate, e os exemplos da Polônia haviam sido substituídos há muito tempo em serviço na época da invasão alemã. Duas máquinas iugoslavas, no entanto, assistiram ao combate contra a Luftwaffe Messerschmitt Bf 109s, mas foram ambas destruídas e seus pilotos mortos.

## Variantes
BH-33
Primeiro protótipo.
BH-33-1
Dois protótipos movidos pelos motores Júpiter VI (segundo) e Júpiter VII (terceiro), mais cinco aeronaves construídas em série com motor Júpiter VII.
BH-33E
Fuselagem reconstruída
BH-33E-SHS
Versão iugoslava com motor IAM K9, 22 construído.
BH-33L
Versão com asas mais longas, movida por um motor Škoda L, 80 construído.
BH-33H (BH-133)
Versão com motor Pratt & Whitney Hornet , um construído.
PWSA
Variante polonesa construída sob licença do BH-33 com pequenas modificações, 50 construída entre 1929 e 1932.

## Operadores
Bélgica
- A Força Aérea Belga recebeu três aeronaves BH-33-1.[2]

Estado Independente da Croácia
- Força Aérea do Estado Independente da Croácia

Checoslováquia
- Força Aérea Checoslovaca
- Guarda de Segurança Nacional da Checoslováquia

Grécia
- A Força Aérea Helênica adquiriu cinco BH-33 produzidos pela Iugoslávia, durante o golpe de 1935, quando a Grécia era uma república.[3]

Polônia
- A Força Aérea polonesa recebeu uma variante construída sob licença BH-33 e 50 PWS-A.

Eslováquia
- Força Aérea Eslovaca (1939–45)

União Soviética
- A Força Aérea Soviética comprou dois ou três BH-33Es para testes.

República espanhola
- Força Aérea Republicana Espanhola

Iugoslávia
- Força Aérea Real Iugoslava

## Especificações (BH-33L)
Avia BH-33
Dados de Jane's all the World Aircraft 1928,  Aviões de combate do mundo 
Características gerais
- Tripulação: um, piloto
- Comprimento: 7,22 m (23 pés 8 pol.)
- Envergadura: 8,90 m (29 pés 2 pol.)
- Altura: 3,13 m (10 pés 3 pol.)
- Área da asa: 25,5 m 2 (274 pés quadrados)
- Peso vazio: 1.117 kg (2.463 lb)
- Peso bruto: 1.560 kg (3.439 lb)
- Powerplant: 1 × Škoda L , 430 kW (580 hp)

atuação
- Velocidade máxima: 298 km / h (186 mph, 162 kn)
- Velocidade de cruzeiro: 280 km / h (174 mph, 151 kn)
- Alcance: 450 km (280 mi, 240 nm)
- Teto de serviço: 8.000 m (26.247 pés)
- Taxa de subida: 9,9 m / s (1.940 pés / min)

Armamento
- 2 × metralhadoras Vickers fixas de 7,7 mm (0,303 pol.) De disparo para a frente
- 2 × fixo, metralhadora vz.28 de 7,92 mm de disparo para a frente